# 太平洋鯖鰺
太平洋鯖鰺（学名：Chloroscombrus orqueta），為輻鰭魚綱鱸形目鱸亞目鰺科鯖鰺屬下的一个种，屬於熱帶海水魚，分布於東太平洋區，從美國加利福尼亞州南部聖佩德羅至秘魯海域，本魚體呈橢圓形且側扁，鼻子短且圓鈍，側線明顯，呈弓形彎曲，有9到12個鰓耙，身體和頭部藍綠色，背部黑色，側腹和腹部銀色，鰓蓋邊緣有黑色斑點，尾鰭叉形，顏色為黑色，體長可達30公分，棲息在沿海海域、半鹹水域的河口或紅樹林區，成群活動，可做為食用魚，通常以醃漬或油炸販售，被捕獲時會發出咕嚕聲。